# Stator

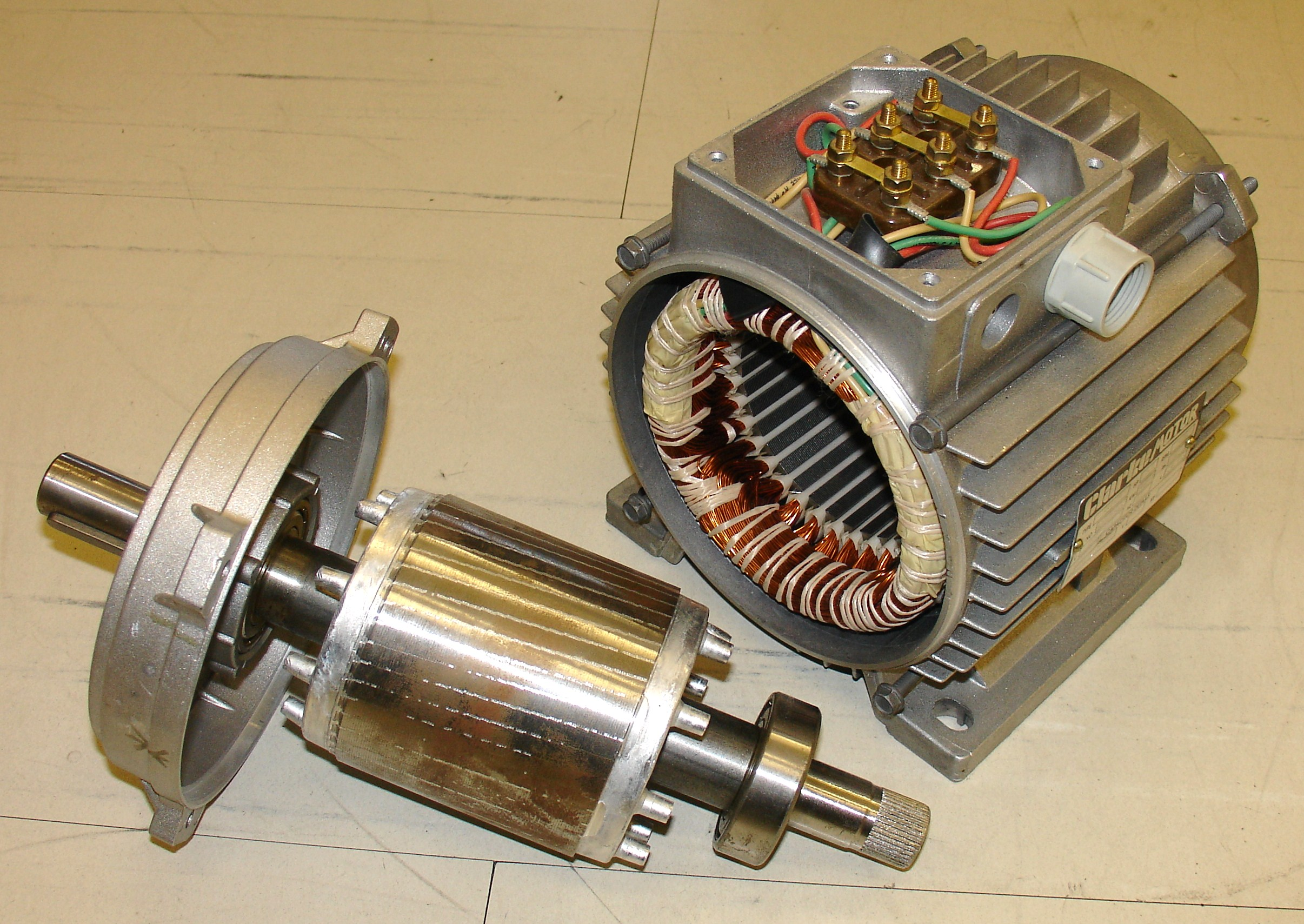
Rotor (stânga) și stator (dreapta)

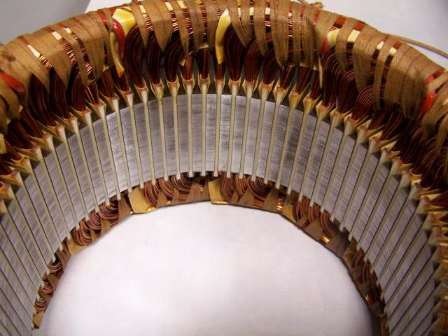
Statorul unui motor AC trifazat

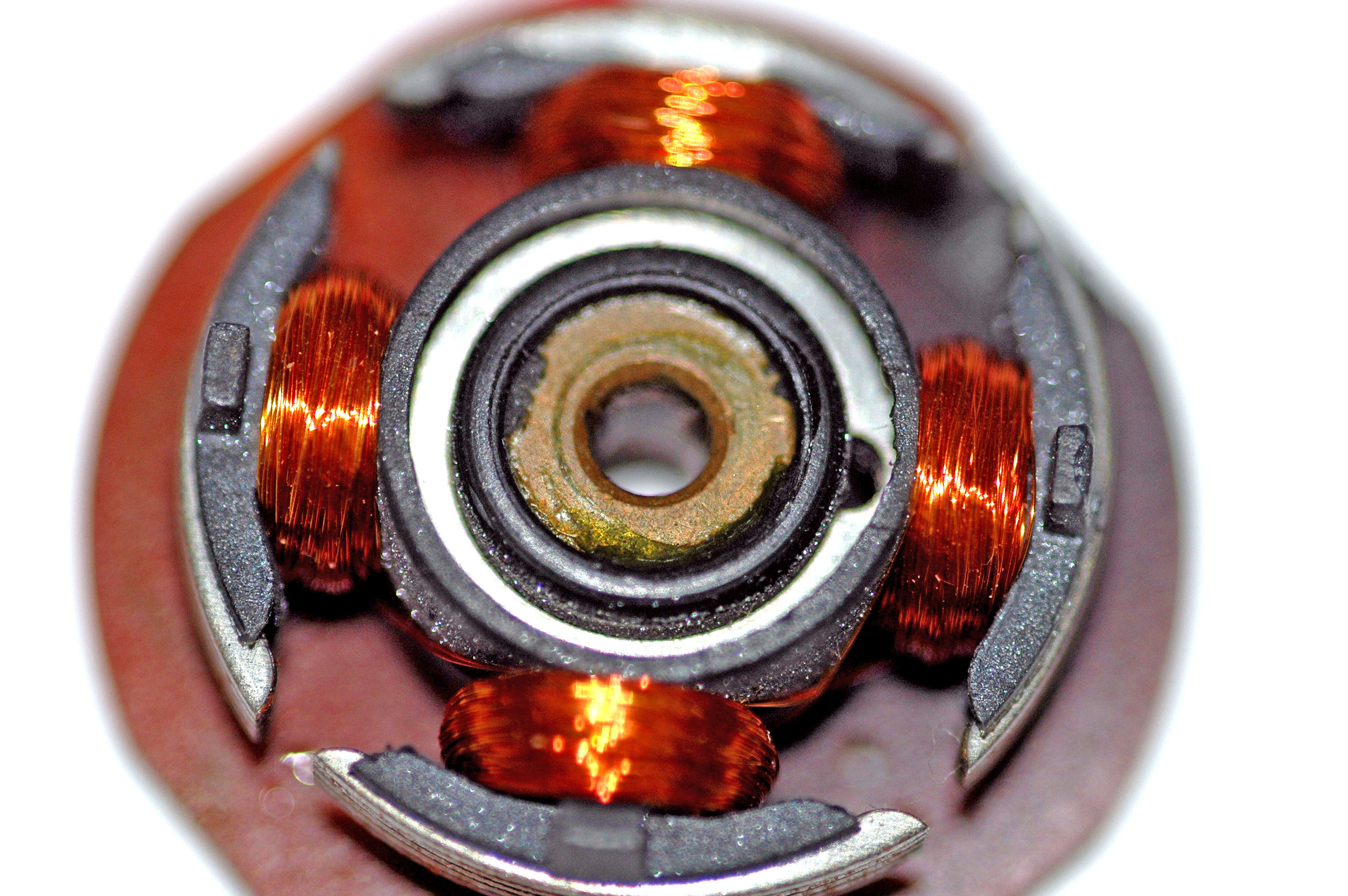
Statorul unui motor DC de la ventilatorul unui cooler de computer

Statorul este partea staționară a unui sistem rotativ, întâlnit la generatoare electrice, motor electric sau sirenă.

## În motoare
În funcție de configurația dispozitivului de rotație a electromotoarelor, statorul poate acționa ca și câmp magnetic, interacționând cu armătura pentru a crea mișcare, sau poate acționa el însuși ca armătură, sub influența bobinei de câmp a rotorului.
Statorul poate fi sau un magnet permanent sau un electromagnet. Atunci când statorul este un electromagnet, bobina care acționează este numită bobină de câmp. 

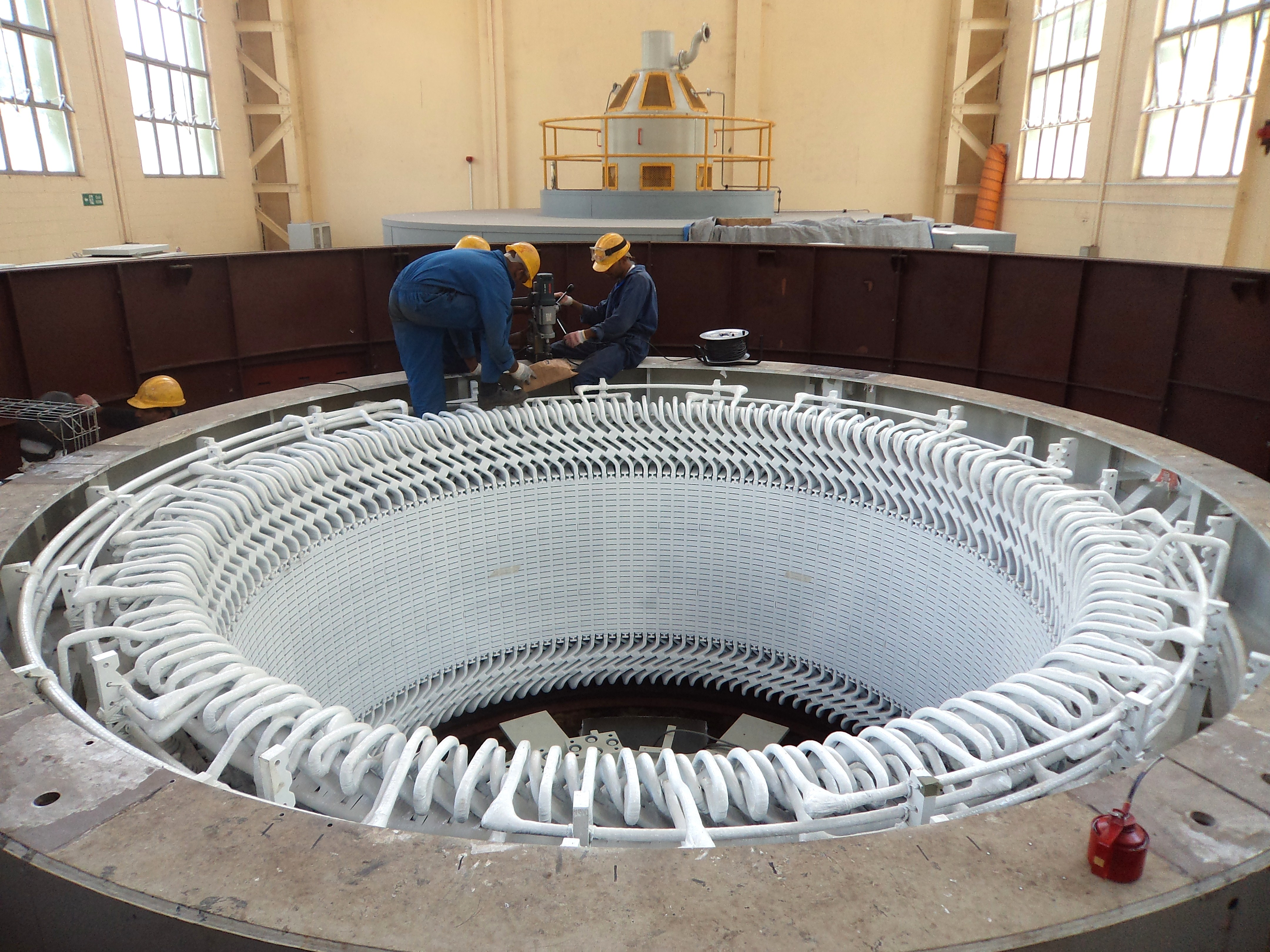
Statorul unui generator de la o centrală hidroelectrică

Bobina poate fi atât din cupru cât și din aluminiu. Pentru a reduce pierderile de sarcină în motoare, producătorii folosesc mereu cupru ca material conductor pentru bobinaj. Aluminiul, din cauza conductivității sale electrice scăzute, poate fi un material alternativ, mai ales când motoarele sunt utilizate pentru perioade scurte.